# Leptopelis grandiceps
Leptopelis grandiceps ist ein afrikanischer Froschlurch aus der Gattung der Waldsteigerfrösche (Leptopelis). Die Art kommt endemisch in den Bergregenwäldern im Osten und Süden Tansanias vor.
Dieser Frosch wurde in den Veröffentlichungen zwischen 1975 und 2014 irrtümlich als Leptopelis barbouri bezeichnet. Alle in dieser Zeit gemachten Studien und Beobachtungen zu Leptopelis barbouri, z. B. die Daten über das Verbreitungsgebiet und die Gefährdung, beziehen sich auf Leptopelis grandiceps.

## Beschreibung
Die Art zählt zu den kleineren Arten der Gattung, Männchen haben eine Kopf-Rumpf-Länge von 34 bis 39 mm, Weibchen von 38 bis 43 mm. Die Schwimmhäute zwischen den Zehen sind wenig ausgeprägt. Das Trommelfell ist klein und kaum erkennbar; die Pupillen sind senkrecht schlitzförmig. Die Frösche sind fast einfarbig durchscheinend grün, gelegentlich zeigen sie kleine goldene Flecken. Die Kehle und die Bauchseite der Männchen sind blaugrün, bei Weibchen weißlich bis cremefarben. Leptopelis grandiceps ist der nahe verwandten Art Leptopelis uluguruensis sehr ähnlich, unterscheidet sich jedoch von dieser durch ihre Rufe und durch ihre durchscheinend grüne Rückenfärbung.

## Lautäußerungen
Der Ruf der Männchen ist ein kurzes Summen. Die Rufe zeigen ein undeutliches Frequenzmaximum bei 1500 Hz, das ungefähr 100 mal pro Sekunde wiederholt wird (Ruf von Leptopelis grandiceps). Die Männchen sitzen dabei auf Zweigen von Bäumen in rund 2 bis 6 Metern Höhe.

## Verbreitung und Lebensraum
Die Art ist endemisch in den Usambara-Bergen, in den Udzungwa-Bergen und am Mount Rungwe im Osten und Süden Tansanias. Leptopelis grandiceps bewohnt dort tropische Bergregenwälder in Höhen zwischen 700 und 2100 Metern. Das Gesamtverbreitungsgebiet der Art ist wahrscheinlich kleiner als 20.000 km² und disjunkt.

## Lebensweise
Zur Biologie der Art ist bisher fast nichts bekannt. Die Männchen rufen in Höhen zwischen zwei und sechs Metern auf Ästen in der Nähe von Bächen und Tümpeln. Der Laich wird in Vertiefungen im Boden abgelegt; die geschlüpften Kaulquappen begeben sich zum nahen Gewässer. Ein Paar in Amplexus wurde an einem Hang in lockerem Bodengrund etwa 10 m von einem kleinen Bach entfernt gefunden. An dieser Stelle war nicht mit der Bildung von Wasserlöchern zu rechnen, so dass die Kaulquappen bis zum Gewässer offenbar eine beachtliche Strecke über Land zurücklegen mussten.

## Taxonomie
Arne Schiøtz beschrieb 1975 in seinem Buch The Treefrogs of Eastern Africa diese Froschart als Leptopelis barbouri wieder, nachdem dieser erstmals von Ernst Ahl 1929 vergebene Name lange Zeit mit Leptopelis aubryi synonymisiert worden war. Für die Neubeschreibung untersuchte Schiøtz jedoch ein Exemplar, dessen Merkmale eigentlich mit dem Typus einer ebenfalls von Ernst Ahl 1929 erstmals beschriebenen Art mit dem Namen Leptopelis grandiceps übereinstimmten. Ahls originale Typusexemplare waren aber zu dieser Zeit im Museum für Naturkunde Berlin nicht für westliche Forscher zugänglich. Leptopelis grandiceps war unterdessen ein Synonym von Leptopelis uluguruensis. Schiøtz hätte also in seiner Revision den Namen Leptopelis grandiceps anstatt des ebenfalls von Ahl 1929 vergebenen Namens Leptopelis barbouri verwenden müssen. Das wurde erst 2014 richtiggestellt, als die Typusexemplare Ernst Ahls genauer untersucht werden konnten.
Leptopelis barbouri, wie er von Ahl 1929 beschrieben wurde, ist nach heutiger Ansicht ein Synonym zu Leptopelis flavomaculatus.

## Bestand und Gefährdung
Der Lebensraum der Art wird durch die Ausdehnung der Landwirtschaft, Rodung und durch menschliche Besiedlung zunehmend in Mitleidenschaft gezogen. Im östlichen Usambaragebirge ist der Lebensraum mittlerweile durch die Aktivitäten illegaler Goldsucher unmittelbar gefährdet. Die IUCN stuft die Art daher als „vulnerable“ (gefährdet) ein.